# Gérard Thibault d'Anvers
Gérard (o Girard) Thibault di Anversa (Anversa, 1574 – 1627) è stato un maestro di scherma e scrittore fiammingo, autore del manuale del 1628 sulla striscia (o spada a striscia) Academie de l'Espée ("Accademia della Spada").

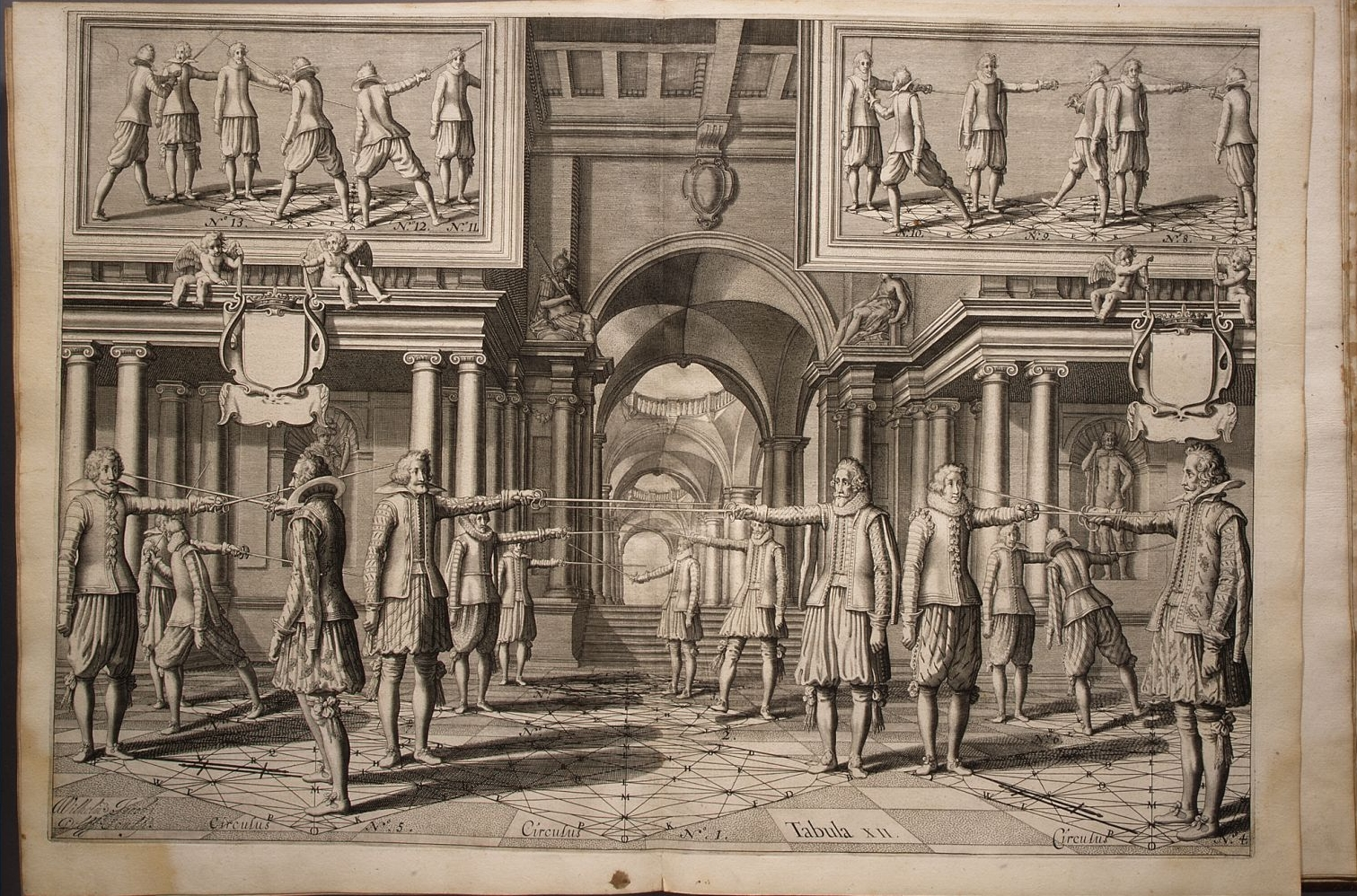
Capitolo 43, Incisione XII di Académie de l'Espée, che descrive il modo corretto di combattere uno spadaccino mancino

Il suo manuale è una delle più dettagliate ed elaborate fonti esistenti sul combattimento con la spada a striscia, utilizzando meticolosamente la geometria e la logica per difendere il suo stile non ortodosso dell'arte della scherma.
Academie de l'Espée descrive un sistema di combattimento unico, la cui più stretta parente conosciuta è la scuola contemporanea di scherma spagnola, nota anche come La Verdadera Destreza, come insegnata da maestri quali Don Jerónimo Sánchez de Carranza e Don Luis Pacheco de Narváez. Non diversamente dagli Spagnoli, Thibault sosteneva l'uso della striscia con il braccio della spada quasi completamente teso durante la maggior parte delle azioni. Tuttavia, Thibault differiva dai suoi omologhi spagnoli in molti settori, compresa la sua posizione e la sua impugnatura preferite.

## Biografia
I dettagli sulla vita di Thibault sono scarsi, derivati dal suo libro e dal suo album amicorum. Quest'ultimo contiene appunti manoscritti e poesie celebrative di amici, parenti, allievi e colleghi di Thibault, inclusi tra i quali vi sono parecchi maestri di scherma contemporanei.
Thibault nacque nel o intorno al 1574 ad Anversa, figlio di Hendrick Thibaut e Margaretha van Nispen. Sebbene suo padre usasse il cognome "Thibaut", Gérard usava invece la forma francese "Thibault". Hendrick Thibaut veniva da una rinomata famiglia di Ypres, che visse a Gand e ad Anversa prima di andare in esilio nei Paesi Bassi settentrionali. Il figlio maggiore di Henrick, Christiaen, fondò la famiglia nobile Thibaut van Aegtekerke.
Thibault studiò l'arte della scherma dapprima ad Anversa sotto Lambert van Someren, che insegnò tra gli anni 1564 e 1584. Nel 1605, Thibault era un commerciante di lana a Sanlúcar de Barrameda, a sud di Siviglia sul fiume Guadalquivir, nonché la città natale di Jerónimo Sánchez de Carranza. Là, sviluppò un interesse per l'arte della scherma, studiando la Destreza, il sistema spagnolo della spada a striscia.
Thibault lasciò la Spagna per ritornare nei Paesi Bassi e fu ad Amsterdam già dal 1610. Nel o intorno al 1611, presentò il suo sistema a un'assemblea di maestri olandesi in una competizione a Rotterdam. Thibault vinse il primo premio, ottenendo un invito alla corte del principe Maurizio di Nassau, dove il Principe osservò il sistema di Thibault in una dimostrazione durata molti giorni.
Sebbene inizialmente accolto con scetticismo, Thibault convinse i suoi colleghi maestri di scherma olandesi, compreso Johannes Damius di Haarlem, Dirck van Stervergen di Leida, Cornelis Cornelisz van Heusden di Amsterdam e l'ex maestro di Thibault Lambert von Someron. Nel 1615, Thibault lasciò Amsterdam perché invitato a corte a Cleves, dove dimostrò ancora una volta con successo il suo sistema. Negli anni successivi, Thibault viaggiò da Cleves, da Amsterdam, in Spagna, di nuovo ad Amsterdam e infine a Leida nel 1622. Là, Thibault studiò matematica all'Università di Leida. Non è chiaro se Thibault abbia insegnato il suo sistema all'università. Fu durante il suo periodo a Leida che probabilmente incominciò a lavorare su Academie de l'Espée, impiegando una squadra di sedici maestri incisori per realizzare le tavole illustrate.

## Academie de l'Espée

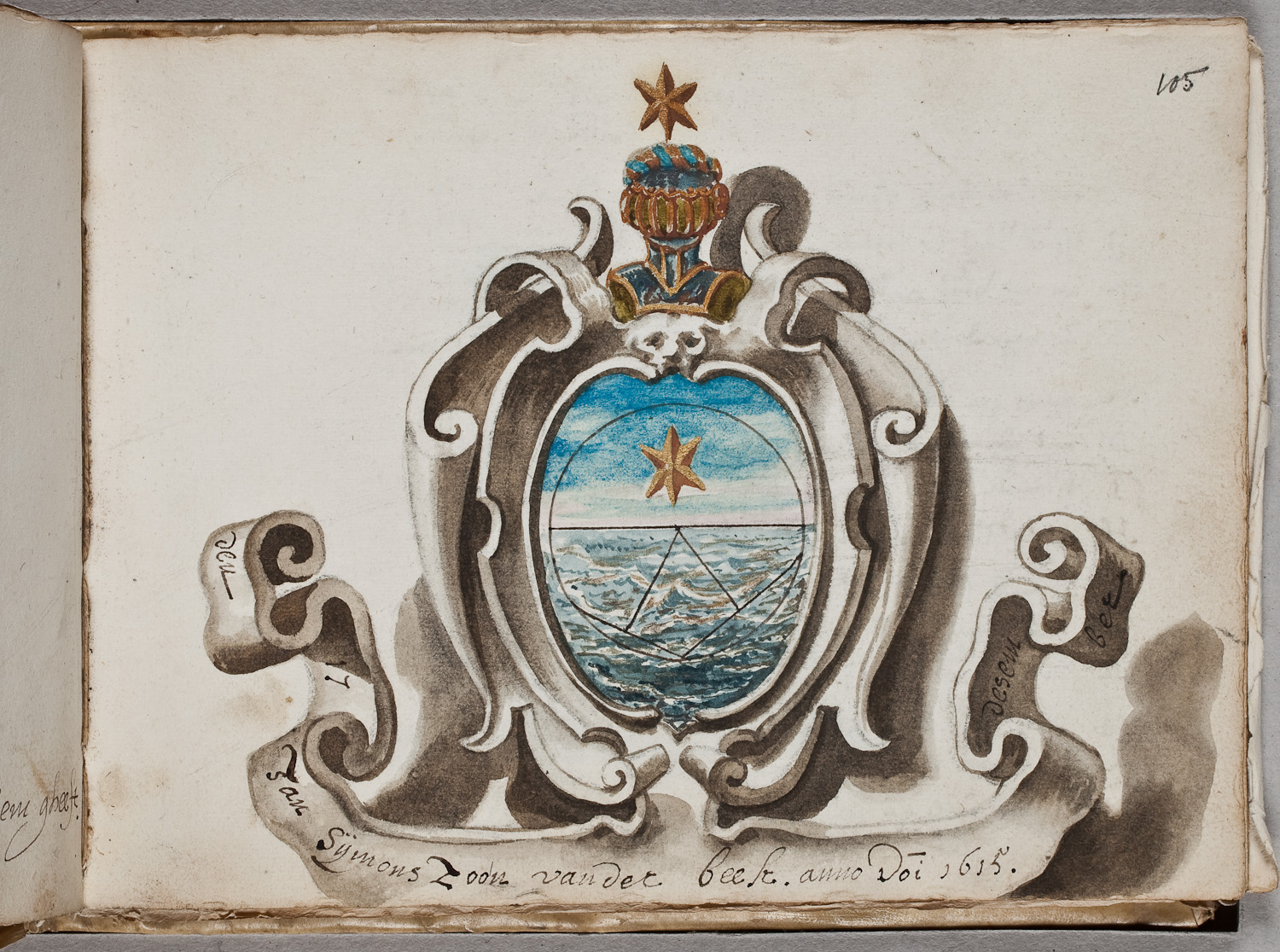
Johannes van der Beeck detto Torrentius, acquarello sul Liber amicorum di Gérard Thibault d'Anvers (Biblioteca reale dei Paesi Bassi, L'Aia)

L'unica opera nota di Thibault fu un manuale sulla spada a striscia il suo titolo completo si può tradurre come Accademia della Spada: nel quale si dimostrano mediante regole matematiche sulla base di un cerchio misterioso la teoria e la pratica dei veri e finora ignoti segreti del maneggio delle armi a piedi e a cavallo. Malgrado il suo frontespizio, che cita l'anno 1628, il manuale fu pubblicato solo nel 1630, un anno dopo la morte di Thibault. Thibault era olandese, ma poiché Academie de l'Espée fu scritta in francese e descrive una variante della scuola spagnola di scherma, è stata spesso scambiata alternativamente per un'opera francese o spagnola.
Academie de l'Espée è largamente considerata il manuale sull'arte della scherma più riccamente illustrato mai prodotto. Una squadra di maestri incisori furono impiegati per produrre illustrazioni per tutti i quarantaquattro capitoli del trattato, contenente circa da dodici a quindici coppie di spadaccini per ogni illustrazione istruttiva. Queste illustrazioni contengono un'ampia varietà di intricati sfondi e costumi che appaiono puramente decorativi. Il controverso storico della scherma del XIX secolo Egerton Castle descrisse Academie de l'Espée come "senza eccezione, il più elaborato trattato sull'arte della scherma, e probabilmente una delle più meravigliose opere stampate esistenti, da un punto di vista a tipografico e artistico", tuttavia simultaneamente liquidò il manuale come nient'altro che una "curiosità bibliografica".
Academie de l'Espée fu tradotto in inglese da John Michael Greer e pubblicato da The Chivalry Bookshelf nel 2006. Una festa per l'uscita del libro si tenne a Medford (Oregon), presso Barnes and Noble e comprendeva lezioni di John Michael Greer e dimostrazioni del metodo di scherma da parte della locale scuola di scherma storica Academia Duellatoria.

## Il Cerchio Misterioso

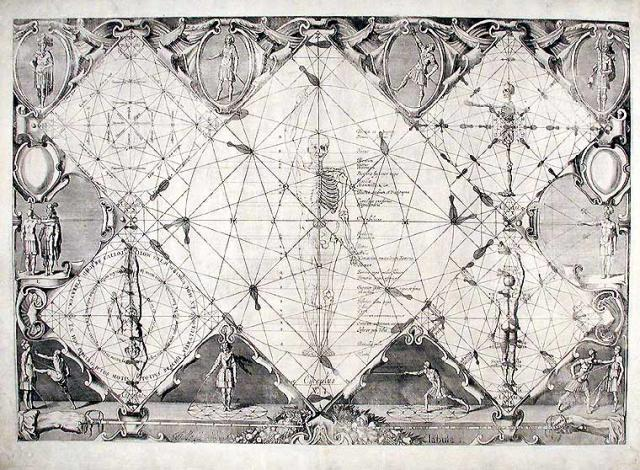
Varie versioni del "cerchio misterioso" di Thibault dal primo capitolo di Academie de l'Espée.

Il trattato di Thibault è notevole per il suo approccio altamente logico, matematico all'arte della scherma. Egli discusse per esteso i precisi rapporti geometrici tra gli spadaccini avversari, sottolineando sempre l'importanza della proporzione naturale. Questi rapporti sono espressi attraverso un diagramma circolare al quale Thibault si riferisce come il "cerchio misterioso", visibile sul pavimento nella maggior parte delle illustrazioni di Academie de l'Espée.
Ogni elemento del cerchio è proporzionale al corpo dello spadaccino. Ad esempio, se lo spadaccino dovesse stare con i piedi uniti e il braccio teso verso l'alto e che punta il dito indice, allora il diametro del cerchio sarebbe pari alla sua altezza, misurata dalla pianta dei suoi piedi fino al dito teso. La lunghezza ideale della lama dello spadaccino non dovrebbe superare la metà di questa lunghezza, ovvero il raggio del cerchio. Tutte le misure nel sistema di Thibault, tra cui la lunghezza ideale del passo, la corretta distanza da un avversario di pari altezza e lunghezza di spada, e così via, sono espresse in questo diagramma.
Il cerchio viene utilizzato non solo per determinare la corretta lunghezza della propria spada, dei passi e della distanza, ma anche come ausilio didattico per esprimere in termini precisi come e dove intervenire in relazione all'avversario, in modo da produrre l'effetto desiderato. Ciò consente di utilizzare una sorta di scorciatoia geometrica, per cui Thibault può fare riferimento a una posizione semplicemente mediante la sua più vicina intersezione nel diagramma. In ragione del suo utilizzo come guida per i passi, Thibault fornisce i dettagli su come disegnare questo cerchio sul terreno per l'uso personale del lettore, usando nient'altro che semplici strumenti.

## La spada
L'arma preferita di Thibault era la striscia, ed egli ne descrisse l'uso contro una moltitudine di armi avversarie come la striscia e il pugnale, la spada a due mani e perfino le prime armi da fuoco. Sebbene molti dei suoi contemporanei fornissero istruzioni per l'uso di varie armi, Thibault diede istruzioni per l'uso di una sola arma, ritenendola in grado affrontare tutte le altre armi e combinazioni di armi.
Thibault scrisse a lungo sulla lunghezza ottimale di una spada, concludendo che la sua lama non deve superare l'altezza dell'ombelico dello spadaccino quando è in piedi in modo naturale. Questa lunghezza della lama corrisponde anche al raggio del cerchio di Thibault. Questa lunghezza massima sembra essere una reazione alle lame troppo lunghe che erano diventate di moda ai tempi di Thibault, ed è forse a causa di questa moda che Thibault scrisse in dettaglio di una lunghezza massima, ma non sentì il bisogno di indicarne una minima.

### La guardia
Malgrado la popolarità delle spade con else sempre più complesse, l'elsa ideale di Thibault era relativamente semplice. Essa era caratterizzata da bracci di guardia rettilinei, di lunghezza pari alla pianta del piede dello spadaccino, nonché da anelli sopra dita e anelli laterali, con poco altro. Thibault dà misure proporzionali per i vari componenti dell'elsa, ognuna basata sui diagrammi del suo cerchio. Queste misure impongono che i bracci di guardia della spada debbano essere uguali alla lunghezza del proprio piede, la lunghezza complessiva di pomo e impugnatura debba uguagliare esattamente il doppio della lunghezza dai bracci di guardia in avanti, e così via. In particolare, la spada di Thibault manca dell'arco di guardia paramano al fine di consentire il suo metodo non ortodosso di impugnare la spada. Infatti l'arco paramano interferirebbe con il polso quando si tiene la spada nella prima impugnatura dritta di Thibault.

### Impugnatura della spada
Thibault descrisse un metodo unico di impugnare la spada che consente molte delle sue altre innovazioni. Mentre i contemporanei di Thibault tendevano ad afferrare la spada con una o due dita avvolte intorno al braccio di guardia, dentro l'anello paradito allineato al filo dritto della spada, l'impugnatura di Thibault consiste nell'appoggiare il ricasso sul dito indice, con la punta del pollice appoggiata sul braccio di parata. La lama così viene allineata orizzontalmente quando il braccio è teso. Il sistema di Thibault non si basa interamente su questa impugnatura, talvolta facendo passare il pollice sotto il braccio d'elsa con il dito indice avvolto attorno al braccio di guardia. Quest'ultima impugnatura con il braccio curvo o piegato è simile, se non identica, all'impugnatura sostenuta dalla maggior parte dei contemporanei di Thibault. Thibault utilizza questa impugnatura per il taglio e per la difesa a distanza ravvicinata.

## La posizione di Thibault
Nella sua posizione principale (postura in linea retta), Thibault descrive una postura eretta che consente un movimento fluido ed aggraziato rimanendo di profilo all'avversario. Thibault si esprime a favore di una posizione "naturale", simile ad una postura normale quando si sta in piedi o si cammina. Questo implica tenere i piedi parecchi centimetri distanziati l'uno dall'altro e con un angolo di circa 45 gradi tra di essi. Insolitamente, Thibault non crede che le dita del piede anteriore debbano essere puntate verso l'avversario, ma piuttosto seguire l'angolo di sottomissione interno (il metodo di Thibault di spingere la spada dell'avversario verso il basso e di lato). Thibault descrive la posizione dei piedi in relazione a una linea immaginaria tracciata tra uno spadaccino e il suo avversario (Thibault chiama questa linea il "diametro"). Il piede posteriore dello spadaccino deve essere perpendicolare a questa linea, mentre il suo piede anteriore deve inclinarsi verso l'interno, con il peso distribuito uniformemente sulle punte dei piedi. Questa posizione del piede anteriore permette appunto di avanzare sottomettendo la spada nemica.
Entrambe le spalle sono tenute allineate e completamente di profilo rispetto all'avversario. Il braccio della spada, normalmente teso ma non rigido, è in linea con le spalle. Il braccio posteriore rimane teso dietro e largamente inutilizzato per mantenere questo profilo, con la mano che punta verso il basso e indietro.
Sebbene la postura sopra descritta possa essere considerata la sua posizione "predefinita", Thibault fa anche uso di posture che implicano di piegare il braccio e/o di aprire ulteriormente i piedi.

## La sottomissione di Thibault
Thibault, quando affronta una posizione simile alla sua (la posizione in linea retta), propugna una sottomissione all'interno o all'esterno del braccio.
La sottomissione viene eseguita facendo avanzare l'elsa oltre la punta avversaria, alzando la propria punta e angolando la striscia trasversalmente e al di sopra della lama dell'avversario.
Nel caso della linea interna, il bersaglio principale diventa il fianco avversario e l'attacco spinge la lama dell'avversario verso il basso e verso la propria linea esterna; sulla linea esterna, il bersaglio principale diventa la testa dell'avversaria, spingendo la sua lama verso l'esterno durante l'attacco. La reazione dell'avversario a questa sottomissione di lama viene poi valutata tramite il tatto di spada, Thibault in base alla reazione avversaria individua il modo corretto di reagire. Il modo in cui l'avversario risponde a questa azione viene poi valutato in base alla sensibilità; Thibault identifica varie spinte di diversa intensità e il modo corretto di reagire a ciascuna di esse.